# Revólver Tranter
El Tranter era un revólver de percusión y doble acción, inventado alrededor de 1856 por el diseñador de armas de fuego británico William Tranter (1816-1890). Originalmente tenía un mecanismo especial de dos gatillos (uno para girar el tambor y amartillar el revólver, el otro para dispararlo), pero los modelos posteriores tenían un solo gatillo al igual que el contemporáneo Beaumont-Adams.
Los primeros revólveres Tranter eran generalmente versiones de los diversos modelos de revólveres diseñados por Robert Adams, de los cuales Tranter había producido más de 8.000 revólveres para 1853. Su primer modelo de diseño propio empleaba el armazón de un revólver tipo Adams, con una modificación del mecanismo que había desarrollado conjuntamente con James Kerr. El primer modelo fue vendido con el nombre Tranter-Adams-Kerr.

## Descripción y funcionamiento

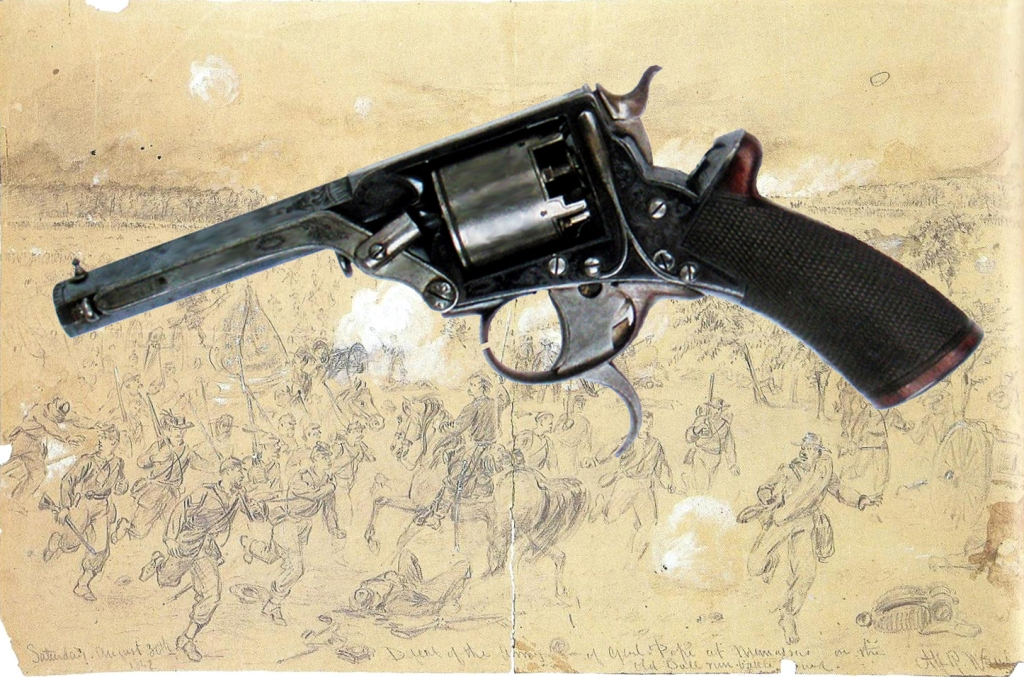
Un Tranter Primer Modelo.

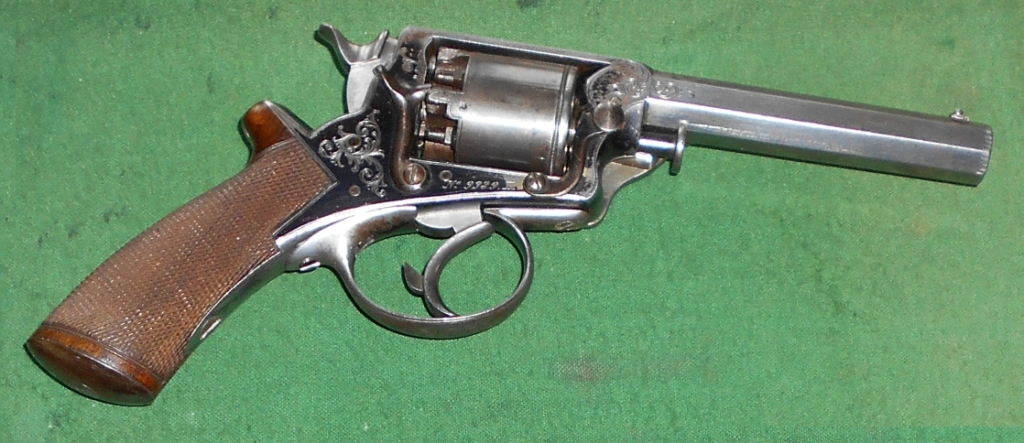
Un Tranter Segundo Modelo.

El Tranter era un revólver con armazón macizo, muy parecido al Beaumont-Adams. Durante el transcurso de los 3 modelos que desarrolló Tranter, el único cambio significativo que se le hizo fue el acoplamiento de la baqueta - en el primer modelo, era retirable, el segundo estaba unida al armazón mediante un gancho y en el tercer modelo (1856), estaba unida al cañón mediante un tornillo.
En los revólveres Tranter de gatillo doble, el segundo gatillo situado bajo el guardamonte servía para amartillarlos. El martillo de este modelo no tenía resalte, por lo que no podía amartillarse con el pulgar. Para dispararlo en acción simple, una mano debía presionar primero el gatillo inferior, que armaba el martillo y hacía girar el tambor; en este punto se podía disparar el revólver apretando ligeramente el gatillo superior. Para disparar más rápido, se podían apretar ambos gatillos al mismo tiempo, haciéndolo un revólver de doble acción.

## Historia
Con el inicio de la guerra de Secesión, se incrementó la demanda por armas extranjeras en los Estados Confederados de América, debido a que la Confederación ya no tenía acceso a las fábricas de armas del norte y casi no tenía capacidad para producir armas ligeras. Al iniciarse la guerra, Tranter tenía un contrato con la empresa importadora Hyde & Goodrich de Nueva Orleans, para importar y distribuir comercialmente sus revólveres. La Hyde & Goodrich se disolvió tras el inicio de la guerra y sus sucesores, Thomas, Griswold & Company, y A. B. Griswold & Company, continuaron distribuyendo los revólveres de Tranter.
Siendo un diseño fiable, funcional y probado, los revólveres Tranter pronto disfrutaron de una gran popularidad en el Ejército de los Estados Confederados. El Tranter fue originalmente producido en seis calibres, siendo los más populares los de 9,14 mm (.36), 11 mm (.44) y 12,7 mm (.50), por lo que Tranter desarrolló para el mercado estadounidense un modelo de 11 mm para el Ejército y un modelo de 9,14 mm para la Armada.
La producción del revólver de percusión Tranter continuó después de la guerra de Secesión (a pesar de la creciente disponibilidad de modelos que empleaban cartuchos metálicos), porque muchas personas creían que las armas de fuego de percusión eran más seguras y baratas que las armas de cartuchos de la época. En 1863, Tranter obtuvo la patente para producir cartuchos de percusión anular en Inglaterra, empezando a producir revólveres con el mismo armazón que sus modelos existentes. En una fecha tan temprana como 1868, Tranter también empezó a fabricar revólveres que empleaban cartuchos de percusión central.

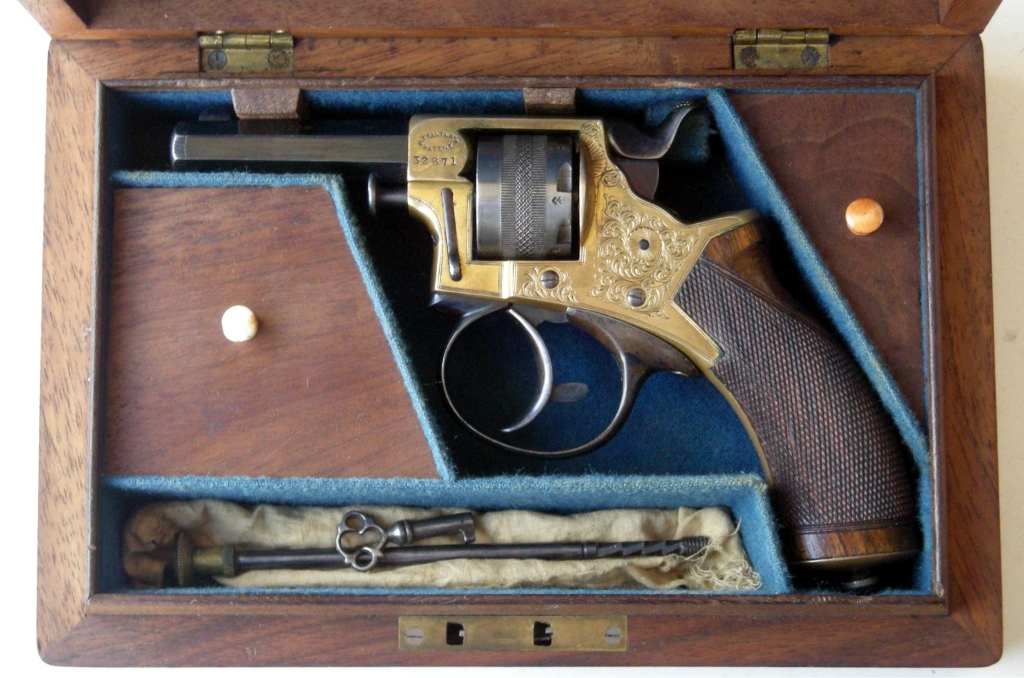
Un Tranter calibre .230.

Para 1867, su compañía expandió su producción con una nueva fábrica en Aston Cross (Inglaterra) llamada "The Tranter Gun and Pistol Factory" y, en 1878, obtuvo un contrato del Ejército británico para suministrarle revólveres que serían empleados en la guerra anglo-zulú. Este fue el último empleo oficial de revólveres Tranter por el Ejército británico, Tranter se jubiló en 1885, con sus regalías de patentes - entre 1849 y 1888, Tranter obtuvo 24 patentes de diseños de armas de fuego y 19 patentes de cartuchos - y su fábrica fue comprada más tarde por el fabricante de municiones George Kynoch.

### Kynoch Gun Works
Kynoch rebautizó la fábrica como "The Kynoch Gun Works" en 1885 y cambió la dirección de su embalaje de Birmingham a Aston. Henry Schlund, el administrador de la fábrica, tenía una patente a su nombre para un revólver que era similar al Tranter de doble acción con tambor de seis tiros. Su revólver tenía una empuñadura curva de madera maciza, martillo oculto, cañón basculante con eyector de estrella y gatillo doble. Schlund patentó y produjo una versión mejorada de su revólver en 1886, que tenía el gatillo de amartillado dentro del guardamonte.
El Kynoch Modelo 1 era un revólver con armazón grande que tenía un cañón de 152,4 mm (6 pulgadas) de longitud y disparaba los cartuchos .430 Tranter Short Centrefire, .450 Adams, .455/.476 Enfield Mk II y .476 Enfield Mk II. Fue diseñado para su venta a oficiales del Ejército británico. Algunos venían con un culatín desmontable de alambre de acero, para convertirlos en carabinas revólver. El Kynoch Modelo 2 era un revólver con armazón mediano que tenía un cañón de 127 mm (5 pulgadas) de longitud y disparaba los cartuchos .320 Tranter Centrefire Revolver, .360 Tranter Centrefire Revolver, .380 Tranter Centrefire Revolver y .400 Tranter Centrefire. Fue diseñado como un arma de autodefensa. El Kynoch Modelo 3 era un revólver con armazón pequeño que tenía un cañón de 76,2 mm (3 pulgadas) de longitud y disparaba los cartuchos .297/300 Tranter Centrefire y .300 Tranter Centrefire. Fue diseñado como un arma "de salón" para práctica de tiro en interiores, o como un revólver "Rook and Rabbit" para cazar piezas menores.
Los socios de la compañía de Kynoch se rebelaron por la falta de interés de este y Kynoch fue retirado del cargo de gerente general en 1888. Entonces la compañía fue vendidad a Schlund, que la rebautizó como Aston Arms Co. Ltd. y cambió la marca del revólver a Schlund. La fábrica cerró en 1891. Solamente se produjeron 600 revólveres Kynoch de todas las versiones y modelos.      

### Usuarios notables
Entre los usuarios famosos del Tranter figuran Allan Pinkerton, fundador de la Agencia Nacional de Detectives Pinkerton, el General James Ewell Brown Stuart del Ejército confederado y el bandolero australiano Ben Hall. También se sabe que Richard Jordan Gatling, inventor de la ametralladora Gatling, tenía un Tranter Primer Modelo (con cañón de 109 mm) calibre 9 mm (.38), comprado al armero londinense Cogswell en 1857.[cita requerida]
Un personaje de ficción que emplea el Tranter es Sherlock Holmes, creado por Arthur Conan Doyle.

## Usuarios
- Reino Unido
  - Territorios británicos de ultramar
- Estados Confederados de América
- Mancomunidad de Naciones
- Policía Montada del Canadá